# 鹿寮 (彰化縣)
鹿寮，原寫為鹿藔，是臺灣彰化縣竹塘鄉的一個傳統地域名稱，位於該鄉中部偏西。相較於今日行政區，其範圍大致包括竹林村、土庫村。

## 歷史
台灣清治末期至日治初期，鹿寮地區為一街庄，稱為「鹿藔庄」，隸屬於深耕堡。該庄北與外蘆竹塘庄、面前厝庄為鄰，東與內蘆竹塘庄為鄰，南邊為下溪墘庄、內新厝庄，西南邊及西邊為九塊厝庄。。
1901年（日治明治三十四年）11月，全台廢縣廳改設二十廳，該庄隸屬於彰化廳。1903年（明治三十六年）6月，該庄編入「內蘆竹塘區」，隸屬於彰化廳。1909年（明治四十二年）10月，合併二十廳為十二廳，內蘆竹塘區改隸屬於臺中廳。1920年（大正九年），廢廳、支廳、區、街庄（舊制）改設州、郡、街庄（新制）、大字，該庄改制並雅化為「鹿寮」大字，隸屬於臺中州北斗郡竹塘庄。
戰後竹塘庄改制為竹塘鄉，隸屬於臺中縣，大字亦改制為村。1950年10月，中、彰、投分治，竹塘鄉改隸屬彰化縣。

## 聚落
本地區發展較早的聚落為鹿寮、下崙仔、崙仔、土庫仔等，在日治期初期的官方地圖上已有記載。此外，本地區尚有草埔仔、荒埔仔等聚落。

## 交通
省道台19線（中央路一段）又稱「中央公路」，是彰化至台南永康的幹道，大致以東北微北—西南微南轉東北東—西南西走向再轉東北—西南走向經過鹿寮地區東南部近邊界地帶。由該道路向東北微北可前往竹塘市區、埤頭、溪湖、埔鹽等地，向西南繞大彎轉南南西過濁水溪自強大橋後可前往二崙、崙背、土庫西北端、褒忠等地。
縣道152號（中央路一段）是大城鄉公館至名間的道路，在本地區路段與省道台19線共線。由該道路向西南轉西北西獨行後可前往大城、公館並止於省道台17線路口，向東北微北經竹塘市區東側轉東南獨行後可前往埤頭南部、溪州、二水、名間等地。
鄉道彰170線（竹鹿路）是廣東厝至竹塘的道路，大致以西北西—東南東走向由本地區北部凸出部分西側邊界入境後，經鄉道彰173線路口、鹿寮聚落北郊、鄉道彰175線路口後轉東，至本地區東部邊界轉北北西沿邊界行一小段路後轉東出境。由該道路向西北西可前往外蘆竹塘、竹圍子、火燒厝的廣東厝聚落南郊並止於鄉道彰168線路口，向東可前往竹塘市區並止於鄉道彰127線路口。
鄉道彰171線（長春路）是十戶子（七戶子）至九塊厝的道路，大致以北北東—南南西走向蜿蜒經過本地區西部邊界地帶。由該道路向北北東可前往外蘆竹塘、犁頭厝東南端、面前厝西北端、犁頭厝東北部、後厝與丈八斗交界地帶並止於縣道150號路口，向南南西可前往九塊厝並止於縣道152號路口。
鄉道彰173線（無名道路、保安路、保民巷）是鹿寮至內新厝的道路，其北側端點位於本地區北部凸出部分西北側田間道路路口。由此向南經一個路口後至鄉道彰170線路口，續行繞大彎轉東南進入鹿寮聚落，至保民巷路口轉南南西再轉西出聚落，至路口轉南，至下崙子聚落東南側轉西沿聚落南側蜿蜒而行，其後轉北繞180度轉南出聚落續直行，出境後可前往內新厝並止於該地區東部省道台19線濁水溪自強大橋橋頭不遠處的路口。
鄉道彰175線（保安巷、河陽路）是牛稠子至下溪墘的道路，大致以縱向經過本地區東部，並與鄉道彰170線交會與本地區東北部，與省道台19線／縣道152號交會於本地區東南部。由該道路向北可前往面前厝地區並止於舊縣道143甲線（竹林路二段）路口，向南可前往下溪墘地區中部偏西南地帶並止於下溪墘堤防道路路口。

## 學校
- 土庫國小